# Sonam Damdul
Sonam Damdul (tibétain : བསོད་ནམས་དགྲ་འདུལ, Wylie : bsod nams dgra 'dul) aussi appelé Khortsa Sonam Damdul (tibétain : ཁོར་ཚ་བསོད་ནམས་དགྲ་འདུལ, Wylie : khor tsha bsod nams dgra 'dul), né en 1942 ou 1943, à Bardha, région de Nagchu au Tibet est un homme politique tibétain.  

## Biographie
Sonam Damdul a étudié au monastère de Tsourphou de 1955 à 1959. Il fait partie de l'entourage du 16e karmapa en 1959 lorsqu’il s'exile en Inde à la suite du soulèvement tibétain de 1959.  
Il reprend ses études au monastère de Rumtek au Sikkim jusqu'en 1961.  
De 1963 à 1967, il étudie l’anglais et l’hindi à l'École des jeunes lamas à Dalhousie en Inde. Il est ensuite agent de santé et traducteur à Dalhousie et Kullu Manali puis agent médical et de santé responsable des colonies tibétaines du district de Sirmaur jusqu'en 1982 et des colonies de Kamrao (en) (Kumrao) jusqu'en 2002. Durant une vingtaine d'années, il est vice-président de la colonie tibétaine de Kumrao et président du Comité de la liberté régionale. Il a été élu à la 13e Assemblée des députés tibétains et membre du comité permanent du Parlement où il représente la tradition kagyu. Il est réélu pour la 14e Assemblée. 
Sonam Damdul participe à la célébration du 900e anniversaire du Karmapa présidé par le 17e karmapa Orgyen Trinley Dorje au monastère de Gyuto du 27 au 29 juin 2010.
Tsering Namgyal Khortsa est son fils.